# Moritz Blitzblum
Moritz Blitzblum – holenderski brydżysta

## Wyniki brydżowe

### Zawody europejskie
W europejskich zawodach zdobył następujące lokaty:
| Zawody europejskie. Konkurencja teamów | Zawody europejskie. Konkurencja teamów | Zawody europejskie. Konkurencja teamów | Zawody europejskie. Konkurencja teamów | Zawody europejskie. Konkurencja teamów | Zawody europejskie. Konkurencja teamów |
| Rok                                    | Miejsce                                | Zawody                                 | Kategoria                              | Drużyna                                | Pozycja                                |
| -------------------------------------- | -------------------------------------- | -------------------------------------- | -------------------------------------- | -------------------------------------- | -------------------------------------- |
| 1965                                   | Ostenda                                | 24 Mistrzostwa Europy Teamów           | Open                                   | Netherlands                            | 2                                      |

## Klasyfikacja
- Moritz Blitzblum – klasyfikacja WBF (ang.)
- Moritz Blitzblum – klasyfikacja EBL (ang.)